# Viloria de Rioja
Viloria de Rioja község Spanyolországban, Burgos tartományban. Viloria de Rioja Belorado, Bascuñana, Fresneña, Castildelgado, Villarta-Quintana és Redecilla del Campo községekkel határos. Lakosainak száma 37 fő (2024).

## Népesség
A település népessége az utóbbi években az alábbiak szerint változott:
| Lakosok száma | 66   | 62   | 55   | 50   | 50   | 41   | 37   | 41   | 38   | 37   |
|               | 2001 | 2004 | 2006 | 2009 | 2011 | 2014 | 2016 | 2019 | 2021 | 2024 |